# Peremptor kumaraensis
Peremptor kumaraensis là một loài ruồi trong họ Tachinidae.